# Dé d'or
Le Dé d'or de la haute couture, couramment appelé le « Dé d'or », est un prix décerné deux fois par an, en France, à des créateurs de haute couture et qui a lieu de 1976 à 1990. Le Dé d'or s'arrête en 1990 pour reprendre ponctuellement en 1993 sous le nom de « Dé d'or européen de la Mode » et définitivement disparaître l'année suivante.
Cette récompense était remise à l'issue des collections haute couture présentée de façon bisannuelle en janvier et en juillet à Paris.

## Historique
Référencé par le Dictionnaire de la mode comme « la première récompense de la mode française », le Dé d'or est un prix fondé en 1976 par le journaliste Pierre-Yves Guillen du Quotidien de Paris. Il est décerné chaque année par des professionnels de la mode, en majorité des journalistes spécialisés français ou étranger, à des créateurs de haute couture. Il récompense non seulement l'esthétique et l'invention, mais aussi le suivi attentif porté par le créateur au fashion process : détails de finition, création des accessoires, présence personnelle aux essayages des clientes.
Cette distinction était dès l'origine soutenue par le journal du fondateur, Le Quotidien de Paris et parrainé au départ par Cartier qui réalisait les objets, puis par Helena Rubinstein dans les années 1980, Chaumet et Italseta enfin.
Attribué deux fois par an, le Dé d'or est décerné après chaque saison des collections printemps-été et automne-hiver. Plusieurs couturiers peuvent être primés en même temps.
À sa création en 1976, le premier Dé d'or est attribué à Madame Grès. Certains, comme Hubert de Givenchy, Christian Lacroix, Guy Laroche, Marc Bohan ou encore Louis Féraud, le reçoivent à deux reprises. Claude Montana présente la particularité d'avoir été récompensé deux années consécutives. Seuls, les couturiers Pierre Cardin et Jules-François Crahey l'ont obtenu trois fois.
En février 1981, la Chambre syndicale de la couture parisienne décide, au nom de ses prestigieux adhérents, de ne pas y prendre part. Mais la décision n'est pas unanimement respectée, tous ne voulant pas se priver de la promotion engendrée, dont par Emanuel Ungaro qui est récompensé cette année-là. 
Certaines années, l'aiguille d'or, une distinction complémentaire était également remise, pour récompenser « la collection la plus originale ». Lola Prusac et Per Spook l'ont notamment obtenue,.
Sur l'exemple du Dé d'or français, les professionnels de la mode italienne ont créé l'Occhio d'oro, décerné chaque année à Milan pour récompenser  les créateurs de la Péninsule. Les journalistes espagnols ont fait de même en créant le Ta aguja de oro. Aux États-Unis, il existe également le Chester Weinberg Gold Thimble Award (créé en 1985) et le Perry Ellis Gold Thimble Award (1986) mais ces deux « dés d'or » (gold thimble), qui portent le nom de créateurs américains disparus, sont destinés à récompenser de jeunes talents émergents et non des créateurs de collections.
Le Dé d'or s'arrête en 1991 pour reprendre en 1993 sous le nom de « Dé d'or européen de la Mode » et définitivement disparaître l'année suivante, faute de sponsors.

### La crise de 1993
En 1993, sur fond de crise économique et de désaffection de la clientèle haute couture internationale, le Dé d'or est contesté dans son principe et ses modalités d'attribution. Cette année-là, plusieurs couturiers décident de ne pas participer à la manifestation : Dior, Chanel, Givenchy, Lacroix, Ungaro, Saint Laurent. Dès le départ, la maison Yves Saint Laurent avait déclaré son opposition au projet, arguant que la vingtaine d'entreprises pouvant y participer était trop faible. Le couturier, qui n'a jamais obtenu le prix de toute sa carrière, se le voit décerner pour la première fois mais boude ostensiblement l'événement. Il attend six mois pour adresser une lettre de remerciements aux organisateurs.

## Lauréats du Dé d'or
- 1976 (juillet) Madame Grès
- 1977 (janvier) Pierre Cardin
- 1977 (juillet) Jules-François Crahay (Lanvin)
- 1978 (janvier) Louis Féraud
- 1978 (juillet) Hubert de Givenchy
- 1979 (janvier) Pierre Cardin
- 1979 (juillet) Per Spook
- 1980 (janvier) Emanuel Ungaro
- 1980 (juillet) Jean-Louis Scherrer
- 1981 (janvier) Jules-François Crahay (Lanvin)
- 1981 (juillet) Emmanuel Ungaro
- 1982 (janvier) Hubert de Givenchy
- 1982 (juillet) Pierre Cardin
- 1983 (janvier) Marc Bohan (Dior)
- 1983 (juillet) Erik Mortensen (Balmain)
- 1984 (janvier) Louis Féraud
- 1984 (juillet) Jules-François Crahay (Lanvin)
- 1985 (janvier) Philippe Venet
- 1985 (juillet) Guy Laroche
- 1986 (janvier) Christian Lacroix (Patou)
- 1986 (juillet) Karl Lagerfeld (Chanel)
- 1987 (janvier) Gérard Pipart (Nina Ricci)
- 1987 (juillet) Erik Mortensen (Balmain)
- 1988 (janvier) Christian Lacroix
- 1988 (juillet) Marc Bohan (Dior)
- 1989 (janvier) Guy Laroche[3]
- 1989 (juillet) Gianfranco Ferré (Dior)
- 1990 (janvier) Paco Rabanne
- 1990 (juillet) Claude Montana (Lanvin)
- 1991 (janvier) Claude Montana (Lanvin)[12]

Dé d'Or Européen de la Mode :
- 1993 (juillet) Per Spook et Yves Saint Laurent[13]
- 1994 (janvier) Erik Mortensen (Jean Louis Scherrer) et Lecoanet Hemant[8]

Dé d'Or d'Honneur :
- 1994 (janvier) Alexandre de Paris[8]

## Lauréats de l'Aiguille d'or
- 1976 (juillet)
- 1977 (janvier) Paco Rabanne[14]
- 1977 (juillet) Serge Lepage[12]
- 1978 (janvier) Lola Prusac[8]
- 1978 (juillet) Per Spook[12]
- 1979 (janvier)
- 1979 (juillet)
- 1980 (janvier)
- 1980 (juillet)
- 1981 (janvier) (?) Jesus del Pozo[8]
- 1981 (juillet) (?) Jesus del Pozo[8]
- 1982 (janvier)
- 1982 (juillet)
- 1983 (janvier)
- 1983 (juillet)
- 1984 (janvier)
- 1984 (juillet)
- 1985 (janvier)
- 1985 (juillet)
- 1986 (janvier)
- 1986 (juillet)
- 1987 (janvier)
- 1987 (juillet)
- 1988 (janvier)
- 1988 (juillet)
- 1989 (janvier)
- 1989 (juillet)
- 1990 (janvier)
- 1990 (juillet)
- 1993 (juillet)
- 1994 (janvier)